# Neuseeländische Cricket-Nationalmannschaft in Australien in der Saison 1987/88
Die Tour der neuseeländischen Cricket-Nationalmannschaft nach Australien in der Saison 1987/88 fand vom 4. bis zum 30. Dezember 1987 statt. Die internationale Cricket-Tour war Bestandteil der Internationalen Cricket-Saison 1987/88 und umfasste drei Tests. Australien gewann die Serie 1–0.

## Vorgeschichte
Beide Mannschaften spielten zuvor beim Cricket World Cup 1987, in dem Neuseeland in der Gruppenphase scheiterte und Australien das Turnier gewann.
Das letzte Aufeinandertreffen der beiden Mannschaften fand in der Saison 1985/86 in Neuseeland statt.

## Stadien
Die folgenden Stadien wurden für die Tour als Austragungsort vorgesehen.
| Stadion                  | Stadt     | Kapazität | Spiele  |
| ------------------------ | --------- | --------- | ------- |
| Adelaide Oval            | Adelaide  | 53.583    | 2. Test |
| The Gabba                | Brisbane  | 42.000    | 1. Test |
| Melbourne Cricket Ground | Melbourne | 100.024   | 3. Test |

## Kaderlisten
Die folgenden Kader wurden von den Mannschaften benannt.
| Test | Test |
| Australien | Neuseeland |
| --- | --- |
| - David Boon - Allan Border - Tony Dodemaide - Greg Dyer - Merv Hughes - Dean Jones - Geoff Marsh - Tim May - Craig McDermott - Bruce Reid - Peter Sleep - Mike Veletta - Steve Waugh - Mike Whitney | - John Bracewell - Ewen Chatfield - Jeff Crowe - Martin Crowe - Evan Gray - Richard Hadlee - Matt Horne - Richard Jones - Danny Morrison - Dipak Patel - Ken Rutherford - Ian Smith - Martin Snedden - John Wright |

## Tour Matches

### Erster Test in Brisbane
| 4. – 7. Dezember Scorecard | Brisbane | Neuseeland 186 (93.2) & 212 (79) | – | Australien 305 (117.5) & 97-1 (32.1) |
|                            |          | Australien gewinnt mit 9 Wickets |   |                                      |

### Zweiter Test in Adelaide
| 11. – 15. Dezember Scorecard | Adelaide | Neuseeland 485 (174.5) & 182-7 (85) | – | Australien 496 (195) |
|                              |          | Remis                               |   |                      |

### Dritter Test in Melbourne
| 26. – 30. Dezember Scorecard | Melbourne | Neuseeland 317 (110.3) & 286 (92.3) | – | Australien 357 (145.4) & 230-9 (92) |
|                              |           | Remis                               |   |                                     |